# رأس المال الاجتماعي
رأس المال الاجتماعي (بالإنجليزية: Social Capital)‏ هو مصطلح اجتماعي يدل على قيمة وفعالية العلاقات الاجتماعية ودور التعاون والثقة في تحقيق الأهداف الاقتصادية. ويستعمل المصطلح في العديد من العلوم الأجتماعية لتحديد أهمية جوانبه المختلفة. وبمفهوم عام، فإن الرأس مال الاجتماعي هو الركيزة الأساسية للعلاقات الاجتماعية ويتكون من مجموع الفوائد التي يمكن تحقيقها من خلال التعاون ما بين أفراد وجماعات مجتمع ما وتفاضلية التعامل معه.

## تاريخ
استُخدم مصطلح رأس المال الاجتماعي بشكل متقطع منذ حوالي عام 1890 قبل أن ينتشر على نطاق واسع في أواخر التسعينيات.
كان النقاش حول فكرة الجماعة المشتركة مقابل تحديث المجتمع والفردانية الموضوع الأكثر مناقشة بين مؤسسي علم الاجتماع: منظرون أمثال (1887) تونيز، (1893)ودوركايم، وسيمل(1905)، وفيبر(1946)  كانوا مقتنعين بأن التحول الصناعي والتحضر يحوران العلاقات الاجتماعية بطريقة لا رجعة فيها. لاحظوا انهيار الروابط التقليدية والتطور التدريجي لللامعيارية والاغتراب الاجتماعي.

### القرنان الثامن عشر والتاسع عشر
أكد العديد من الفلاسفة منذ العصور القديمة  وحتى القرن الثامن عشر على قوة الإدارة المجتمعية، فلاسفة أمثال أرسطو وتوماس الأكويني وإدموند بيرك. انتُقدت هذه الرؤية بشدة في نهاية القرن الثامن عشر مع تطور فكرة الإنسان الاقتصادي ومن ثم نظرية الاختيار العقلاني. أصبحت مثل هذه المجموعة من النظريات سائدة في القرون الماضية، لكن العديد من المفكرين طرحوا تساؤلات حول العلاقة المعقدة بين المجتمع الحديث وأهمية المؤسسات القديمة بالأخص الأسرة والجماعة المشتركة التقليدية.
إن المفهوم الذي يقوم عليه رأس المال الاجتماعي يتجذر قديمًا في التاريخ؛ اعتاد المفكرون الذين يستكشفون العلاقة بين الحياة الجمعياتية والديمقراطية استخدام مفاهيم مماثلة بانتظام حتى القرن التاسع عشر معتمدين على أعمال الكتاب السابقين مثل جيمس ماديسون (أوراق الفيديراليست) وألكسيس دو توكفيل (الديمقراطية في أمريكا) لدمج مفاهيم التماسك الاجتماعي والترابط في التقليد التعددي في العلوم السياسية الأمريكية. من المحتمل أن جون ديوي هو أول من استخدم مصطلح رأس المال الاجتماعي بشكل مباشر في عمله المدرسة والمجتمع عام 1899 بيد أنه لم يقدم تعريفًا له.
في النصف الأول من القرن التاسع عشر، وضع توكفيل ملاحظات حول حياة الأمريكيين بدت وكأنها تحدد وتعرف رأس المال الاجتماعي. لاحظ أن الأمريكيين يميلون للاجتماع في أكبر عدد ممكن من التجمعات لمناقشة ما يمكن الوقوف عنده من شتّى القضايا المحتملة للدولة أو الاقتصاد أو العالم. أدت المستويات العالية من الشفافية إلى مشاركة أكبر من الناس وبالتالي سمحت للديمقراطية بالعمل بشكل أفضل.

### القرن العشرين
مقالة ال. جيه. هانيفان عام 1916 بشأن الدعم المحلي للمدارس الريفية هي واحدة من أول حالات ظهور مصطلح رأس المال الاجتماعي في إشارة إلى التماسك الاجتماعي والاستثمار الشخصي في المجتمع. في تعريفه للمفهوم، يقارن هانيفان رأس المال الاجتماعي بالسلع المادية بتعريفه كما يلي:
أنا لا أقصد العقارات أو الممتلكات الشخصية أو الأموال النقدية، بل أقصد تلك الأمور الموجودة في الحياة التي تميل إلى جعل هذه المواد الملموسة ذات أهمية كبيرة في الحياة اليومية للناس، وهي النوايا الحسنة والزمالة والتعاطف المتبادل والتواصل الاجتماعي بين مجموعة من الأفراد والعائلات الذين يشكلون وحدة اجتماعية.... إذا تواصل مع جاره ومع جيران آخرين، فسيكون هناك تراكم لرأس المال الاجتماعي الذي قد يلبي احتياجاته الاجتماعية على الفور وقد يحمل إمكانات اجتماعية كافية لتحسين الظروف المعيشية في المجتمع ككل. سيستفيد المجتمع ككل من تعاون جميع أجزائه، بينما سيجد الفرد في جمعياته مزايا المساعدة والتعاطف والزمالة مع جيرانه.
بعد أعمال تونيز (1887) وفيبر (1946) استمر التفكير في الروابط الاجتماعية في المجتمع الحديث بمساهمات مثيرة للاهتمام في الخمسينيات والستينيات. على وجه الخصوص، طرحت نظرية المجتمع الجماهيري -كما طورها دانييل بيل (1962) وروبرت نيزبت (1969) وموريس ر. شتاين (1960) وويليام إتش وايت (1956)- موضوعات مماثلة لتلك التي طرحها المؤسسون مع تركيز أكثر تشاؤمًا على تنمية المجتمع. على حد تعبير شتاين (1960: 1): «إن ثمن الحفاظ على مجتمع يشجع التمايز الثقافي والتجريب هو بلا شك قبول قدر معين من الفوضى على المستويين الفردي والاجتماعي».
استخدمت جين جاكوبز المصطلح في أوائل الستينيات. رغم أنها لم تعرف مصطلح رأس المال الاجتماعي بشكل صريح، إلا أن استخدامها يوضح قيمة شبكة العلاقات. قدم العالم السياسي روبرت سالزبوري المصطلح كعنصر حاسم في تكوين مجموعة المصالح في مقالته عام 1969 بعنوان «نظرية التبادل لمجموعات المصالح» في مجلة ميدويست جورنال أوف بوليتيكال ساينس.
استخدم عالم الاجتماع بيير بورديو المصطلح عام 1972 في كتابه الخطوط العريضة لنظرية الممارسة، وأوضح المصطلح بعد بضع سنوات بمقارنة رأس المال الثقافي والاقتصادي والإداري ورأس المال المادي ورأس المال السياسي ورأس المال الاجتماعي ورأس المال الرمزي. اعتمد علماء الاجتماع جيمس كولمان (1988)، وكذلك باري ويلمان وسكوت وورتلي (1990)، تعريف غلين لوري لعام 1977 في تطوير المفهوم ونشره. في أواخر التسعينيات، اكتسب هذا المفهوم شعبية حيث أصبح محور اهتمام برنامج أبحاث البنك الدولي وموضوعًا للعديد من الكتب السائدة بما في ذلك كتاب روبرت بوتنام «عندما تلعب البولينغ وحدك: انهيار المجتمع الأمريكي وإحياؤه»، وكتاب بوتنام ولويس فيلدشتاين «معًا أفضل: استعادة المجتمع الأمريكي».
ساهمت هذه الأفكار جميعها بصورة ملحوظة في تطوير مفهوم رأس المال الاجتماعي في العقود التالية. إن ظهور مفهوم رأس المال الاجتماعي الحديث هو طريقة جديدة للنظر في هذا النقاش مع الحفاظ على أهمية الجماعة المشتركة لبناء الثقة العامة، وفي الوقت ذاته، أهمية الاختيار الحر الفردي من أجل خلق مجتمع أكثر تماسكًا. ولهذا السبب ولَّد رأس المال الاجتماعي اهتمامًا كبيرًا في الوسط الأكاديمي والسياسي.

## التأثيرات على مشاركة المرأة في السياسة
ثمّة العديد من العوامل التي تدفع الحشود نحو صناديق الاقتراع، بما في ذلك التعليم والتوظيف والمهارات المدنية والوقت. غالبًا ما يشير التقييم الدقيق لهذه العوامل الأساسية إلى أن النساء لا يصوتن بنفس مستوى الرجال. ومع ذلك، فإن الفجوة بين النساء والرجال آخذة بالتضاؤل، وفي بعض الحالات كانت النساء أكثر حضورًا في صناديق الاقتراع. تقدم الأبحاث الحديثة حول رأس المال الاجتماعي تفسيرًا لهذا التغيير.
يوفر رأس المال الاجتماعي ثروة من الموارد والشبكات التي تسهل المشاركة السياسية. نظرًا لأن رأس المال الاجتماعي متاح بسهولة بغض النظر عن نوعية المجتمع، فإنه قادر على تجاوز قوائم الانتظار التقليدية للمشاركة السياسية؛ على سبيل المثال: التعليم والتوظيف والمهارات المدنية وما إلى ذلك.
ثمّة طرق فريدة تنظم بها النساء أنفسهن. هذه الاختلافات عن الرجال تجعل رأس المال الاجتماعي أكثر جاذبية ووقعًا بالنسبة لجمهور النساء ما يخلق حضورًا أقوى فيما يتعلق بالمشاركة السياسية. بعض الأمثلة على هذه الخصائص هي:
- تميل الشبكات النسائية الرسمية وغير الرسمية إلى أعمال الرعاية التي غالبًا ما تعتبر غير سياسية.[21]
- أن النساء أكثر عرضة للانخراط في السياسة المحلية وأنشطة الحركة الاجتماعية مقارنةً بالمنتديات التقليدية التي تركز على السياسة الوطنية.[22]
- من المرجح أن تنظم النساء أنفسهن بطرق أقل هرمية مع التركيز على خلق توافق في الآراء.[21]

تتيح الطبيعة غير الرسمية لرأس المال الاجتماعي الأنثوي الفرصة للمرأة بتسييس البيئات غير السياسية دون الامتثال للمعايير الذكورية، وبالتالي إبقاء هذا النشاط بعيدًا عن الأنظار. هذه الاختلافات صعبة التمييز في خطاب المشاركة السياسية وقد تفسر سبب عدم اعتبار رأس المال الاجتماعي أداةً للمشاركة السياسية النسائية حتى وقت متأخر.

## مفهوم رأس المال الاجتماعي
يشير «بوتنام» إلى رأس المال الاجتماعي بأنه عبارة عن علاقات أفقية بين الناس، فرأس المال الاجتماعي يتألف من شبكات اجتماعية وشبكات مشاركة مدنية، وعادات مشتركة لها تأثير على إنتاجية المجتمع.
يعرف رأس المال الاجتماعي بأنه الشبكات الاجتماعية والأعراف المرتبطة بها من موثوقية متبادلة.
بالرغم من وجود تعريفات مختلفة للمصطلح، الآ أنها جميعاً تجمع حول فكرة أساسية وهي أن للرأسمال الاجتماعي قيمة تؤثر على إنتاجية الفرد أو المجموعة. تماما مثل المطرقة (رأسمال ملموس) والكلية (رأسمال بشري). فجميعهم يؤثرون على فعالية الأداء.

## خلفية
أول من استخدام مصطلح رأس المال الاجتماعي كان هانيفان في العام 1916 وهو المشرف الحكومي للمدارس الريفية في غرب فرجينيا والذي عرف المفهوم علي أنه قوة اجتماعية كامنة تكفي لتحسين ظروف المعيشة يستفيد منها أفراد الجماعة وهي تنشأ من التعاون بين أفراد الجماعة.
و كان سبب انتشار المفهوم هو كتابات ((بيير برديو)) ثم تطور بشكل واضح في أعمال جيمس''' '''كولمان وروبرت بوتنام ورونالد بيرت وغيرهم، ويعد إسهام برديو هو الأكثر إسهاماً في علم الاجتماع، إلا أنه لم يقدر له أن يكون الأكثر تأثيراً، فالتأثير الأكبر كان لجيمس كولمان. أما الأفضل في التطبيقات السياسية الأكاديمية فيرجع إلي روبرت بوتنام.
ربط برديو عام 1984 بين رأس المال الاجتماعي والتحليل الطبقي حيث عرف رأس المال الاجتماعي علي أنه «رصيد اجتماعي من العلاقات والرموز يتفاعل مع الرصيد الذي يملكه الفرد من رأس المال المادي، فهو رصيد قابل للتداول والتراكم والاستخدام، فالفرد عندما ينشئ شبكات اجتماعية أو ينضم إلي أحزاب سياسية أو يستخدم ما لديه من رموز المكانة في ممارسات اجتماعية، فإنما يكون لنفسه رصيدا اجتماعيا وثقافيا يزيد من مصالحه ومن رصيده من القوة والهيبة. ومن ثم تظهر الإمكانية في تحويل رأس المال الاجتماعي إلي رأس مال مادي مثلما يتحول رأس المال المادي إلي رأس مال اجتماعي».
وقد عرف كولمان رأس المال الاجتماعي عام 1988 أنه، على خلاف صور رأس المال الأخرى، فهو لا يوجد في الأشخاص ولا في الواقع المادي وإنما يوجد في العلاقات الاجتماعية بين الأفراد ويتشكل من الالتزامات والتوقعات فيما بين الأفراد وإمكان الحصول علي المعلومات والمنافع.

## تقييم رأس المال الاجتماعي
على الرغم من أن بورديو توافق مع كولمان في أن رأس المال الاجتماعي بالمطلق هو مصدر غير منحاز، إلا أن كتاباته تميل إلى اعتباره عامل يمكن استخدامه لدعم وإنتاج أو إعادة إنتاج اللامساواة، على سبيل المثال يمكن لبعض الأفراد الوصول إلى مناصب عالية من خلال الاستغلال المباشرة أو الغير المباشرة للصلات الاجتماعية.
وبالرغم من تحديد روبرت بوتنام هذه الفكرة في ضوء أكثر إيجابية وزعمه أن رأس المال الاجتماعي هو مصطلح محايد، إلا أنه أشار أن «الثناء به هي مسألة أخرى تماما». وهو يميل إلى صياغة رأس المال الاجتماعي كمُنتج (بضم الميم) «للمشاركة المدنية»، ومقياس اجتماعي لصحة التضامن المجتمعي. كما أنه نقل فكرة الرأس المال الاجتماعي من كونها من الموارد التي يمتلكها الأفراد إلى سمة من سمات التعاونيات الاجتماعية، مع التركيز على الثقة والاعراف كمنتجين للرأس المال الاجتماعي مع استبعاد الشبكات.
أعتبر مهيار عارفي أن التوافق الاجتماعي في الآراء هو مؤشر ايجابي يدل على الرأس المال الاجتماعي. وهنا، التوافق يعني «مصلحة مشتركة»، واتفاق بين مختلف الأطراف الفاعلة وأصحاب المصلحة على العمل الجماعي. وبالتالي يدل العمل الجماعي على زيادة في رأس المال الاجتماعي.
وأخيرا، غالبا ما يعتبر الرأس المال الاجتماعي معيار نجاح الديمقراطية والمشاركة السياسية.

## رأس المال الاجتماعي والإنترنت
استخدام الإنترنت قد يكون له أثر إيجابي على رأس المال الاجتماعي. فالزيادة والتطور في الشبكات الاجتماعيه مثل الفيس بوك وتويتر مكنت الأفراد من إنشاء شبكات افتراضية اجتماعية قائمة على أساس الترابط وجسور التواصل. على عكس التواصل وجها لوجه، الشبكات الاجتماعية على الإنترنت سهلت على المستخدمين التواصل مع الآخرين بناء على عوامل معينه (مثل: تشابه الاهتمامات والثقافات) بالتالي تكوين شبكة اجتماعية تقدر كميا بعدد أفرادها ومعنويا بحجم الثقة والتعاون المتبادل.